# Lettre à Dieu
Lettre à Dieu est une lettre de Xavier Forneret datée du 21 juin 1846.

## Résumé
La Lettre à Dieu est une prière adressée à Dieu. L'écrivain commence par demander pardon à Dieu pour ses fautes. Il fait l'éloge de la prière, « rosée douce aux brûlures de cette vie si enivrante et si fausse », avant d'affirmer la toute-puissance de Dieu, qui le fait souffrir avant de le guérir. L'anaphore « pardon » illustre ensuite les différents stades de la vie, l'enfance, la vieillesse et la jeunesse, chacun associé à un péché.

Un distique en alexandrin, imprimé en lettres capitales, vient couper le texte : 

« Toujours Dieu ! Dieu toujours et tu ne sais que rire,
Quoi ! Dieu te tient le livre et tu ne veux pas lire !… »

L'anaphore « pardon » est reprise à nouveau pour dresser la liste de ceux qui se détournent de Dieu, jusqu'à une question rhétorique accusant Jeanne Sarrey d'un faux serment et souhaitant la voir punie par l'inscription en capitales « Vide de Dieu, vide d'amour ! » à la place du cœur et d'autres châtiments, dont le néant. Forneret détaille ensuite la manière dont il ressent la trahison.
La lettre s'achève sur l'évocation de l'entrée au couvent de Jeanne Sarrey : « En vue de Toi, mon Divin Maître, j'ai, encore, en père, jeté, Elle aidant, la grande Pécheresse dans une de tes saintes Boîtes de Pénitence. Puisse-t-elle t'arriver, par là, couverte des fruits de la Prière pour être une fleur du Repentir ! »

## Analyse

### Présentation
La lettre porte en épigraphe la mention « Oh ! le Mensonge, le Mensonge, ruine du Cœur !!! ». Certains passages sont imprimés en capitale.
La lettre est paraphée « En mon pavillon de Mimande, ce 21 juin 1846 », comme de nombreux textes de Forneret écrits dans sa maison de campagne près de Chaudenay, à une douzaine de kilomètres de Beaune.

### Contexte
La Lettre à Dieu est datée de juin 1846 ; elle est composée la même année que le Deuxième extrait d'un volume de Rêves, publié en janvier et considéré comme son « ultime incursion dans les terres du pur onirisme », parfois même comme son « dernier bon texte » tout court. Cette lettre constituerait donc la « première œuvre de sa seconde manière » selon Jacques-Rémi Dahan, inaugurant la phase « Monsieur Prudhomme » de Forneret.
Ce texte est un règlement de comptes envers Jeanne Sarrey, brodeuse en tapisserie à Dijon avec laquelle il vivait alors et qu'il accusa d'avoir tenté de l'empoisonner le 27 avril 1846. Celle-ci s'enfuit au couvent du Bon-Pasteur à Mâcon mais Forneret, lui adressant l'un des exemplaires de sa Lettre ainsi qu'à la Mère supérieure et à l’aumônier du couvent, la force à quitter son refuge. La jeune fille sera emprisonnée mais bénéficiera d'un non-lieu à la fin de l'année 1846.

## Publication
La lettre fut imprimée à douze exemplaires par Romand à Beaune « pour donner particulièrement ». Des fragments en ont été publiés dans la Revue de la Côte-d'Or et de l'Ancienne Bourgogne du 25 juillet 1846, qui ont longtemps constitué la seule version connue de la Lettre à Dieu, jusqu'à ce qu'un exemplaire en soit retrouvé dans le fonds « Breuil » de la Bibliothèque municipale de Dijon.

## Éditions modernes
- Xavier Forneret, Lettre à Dieu, frontispice par Jan-Patrice Corbin ; postface de Jacques-Rémi Dahan, L'Homme au Sable, 1977
- Xavier Forneret, Écrits complets : (1836-1880) – Aphorismes, contes et récits, roman, vie quotidienne, édité par Bernadette Blandin, vol. 2, Dijon, Les Presses du réel, février 2013, 800 p. (ISBN 978-2-84066-488-8), p. 679